# Nachala
Nachala (hebr. נחלה) – moszaw położony w samorządzie regionu Jo’aw, w Dystrykcie Południowym, w Izraelu.
Leży na granicy północno-zachodniej części pustyni Negew i Szefeli, w otoczeniu kibuców Gat, Galon i Bet Nir, moszawów Menucha i Segulla, oraz wioski Wardon. Na południowy zachód od kibucu znajduje się tajna baza Sił Obronnych Izraela Peluggot Giwati.

## Historia
Moszaw został założony w 1953 przez żydowskich imigrantów z Jemenu.

## Gospodarka
Gospodarka moszawu opiera się na intensywnym rolnictwie i uprawach w szklarniach.

## Komunikacja
Na wschód od moszawu przebiega autostrada nr 6, brak jednak możliwości wjazdu na nią. Z moszawu wyjeżdża się na zachód drogą nr 3553, którą dojeżdża się do wioski Wardon, moszawu Segulla i drogi ekspresowej nr 40  (Kefar Sawa–Ketura).